# François Schlechter
François Schlechter (ur. 9 maja 1933 w Luksemburgu, zm. 20 marca 2015) – luksemburski zapaśnik walczący w stylu klasycznym. Olimpijczyk z Rzymu 1960, gdzie zajął 28. miejsce w kategorii 57 kg.

## Letnie Igrzyska Olimpijskie 1960
| Konkurencja          | Rundy eliminacyjne   | Klas. końcowa |
| Konkurencja          | Przeciwnik I         | Miejsce       |
| -------------------- | -------------------- | ------------- |
| 57 kg styl klasyczny | Dinko Petrow (BGR) P | 28.           |